# Парламентские выборы в Испании (июль 1836)
Парламентские выборы 13 июля 1836 года в Испании стали третьими после восстановления в октябре 1823 года абсолютной монархии. Явка составила приблизительно 69,8 % избирателей.

## Предыстория
В парламенте 1836 года оппозиционное меньшинство возглавил Франсиско Хавьер де Истурис, активный участник революции 1820 года и бывший «эксальтадос». 10-летнее пребывание в изгнании в Англии заставило Истуриса пересмотреть свои взгляды и вернувшись в Испанию он примкнул к «модератос» (умеренным). Став главой парламентской оппозиции он критикует правительственные реформы, особенно церковные конфискации и изменения в руководстве армии, заслужив доверие королевы-регента Марии Кристины де Бурбон, вдовы Фернандо VII. 15 мая она назначает Истуриса главой правительства. Став премьер-министром он распустил парламент и провёл в июле новые выборы.

## Избирательная система
Из 12 миллионов испанцев право голоса получили только около 65 000 человек.
Выборы проходили в соответствии с «Королевской хартией» по мажоритарной системе относительного большинства. 258 депутатов предстояло избрать в 48 многомандатных избирательных округах и одном одномандатном.

## Результаты
Выборы уверенно выиграла проправительственная Умеренная партия, к которой присоединились группа диссидентов из числа прогрессистов.
Итоги выборов в Конгресс депутатов Испании 1834 года
|                                       | Умеренная партия     | исп. Partido Moderado, PM    | Франсиско Мартинес де ла Роса | 80  | н/д | 31,01  |
|                                       | Прогрессивная партия | исп. Partido Progresista, PP | Хуан Альварес Мендисабаль     | 56  | н/д | 21,71  |
|                                       | Другие и независимые |                              |                               | 122 | н/д | 47,29  |
|                                       |                      |                              |                               |     |     |        |
| Всего                                 | Всего                | Всего                        | Всего                         | 258 | н/д | 100,00 |
|                                       |                      |                              |                               |     |     |        |
| Источник: Spain Historical Statistics |                      |                              |                               |     |     |        |

## После выборов
Во время первой сессии новых Кортесов сразу в нескольких городах вспыхнули восстания недовольных политикой «модератос». Попытки премьер-министра Франсиско Хавьера де Истуриса остановить их оказались провалились. Более того, 12 августа восстала королевская гвардия, захватив королевский дворец Ла-Гранха, где проходила сессия парламента. Взбунтовавшиеся гвардейцы потребовали восстановить Конституцию 1812 года. Королева-регент была вынуждена пойти на встречу восставшим. Истурис был уволен и назначены новые выборы на октябрь.